# Трёхмерные рифмы
«Трёхмерные рифмы» — дебютный студийный альбом рэп-объединения «Объединённая Каста», выпущенный музыкальным издательством Duncan Records на аудиокассетах 2 июля 1999 года.
Альбом является сборником песен ростовских рэп-групп и свободных рэп-исполнителей, входящих в рэп-объединение «Объединённая Каста»: «Психолирик» (Влади, Тидан, Шымон), «Западный сектор» (Кактус, Змей, Диггер, Гайчик), «Песочные люди» (Джин, Сайк, Дас a.k.a. Митяй), Хамелеон (Хамиль), Будда (Белый Будда), Электроник, Дизель, Тэйквон.
Альбом состоит из 13 треков и создавался в ростовской домашней студии Влади в течение четырёх лет: в период с 1996 по 1999 год. Саунд-продакшн (музыка, запись, сведение) для альбома сделал Влади, а тексты каждый написал себе сам. Главным хитом с альбома стала сольная песня Влади «Мы берём это на улицах».
Альбом был выпущен ростовской фирмой «До-Ре-Ми» дополнительным тиражом на аудиокассетах с добавлением бонус-трека «Кто будет пить с нами!?» в декабре 1999 года. В ноябре 2003 года был переиздан лейблом Respect Production на компакт-дисках и аудиокассетах с добавлением четырёх бонус-треков.

## Об альбоме
Изначально под именем «Каста» подразумевалось рэп-объединение ростовских рэперов. Уже после выхода «Трёхмерных рифм» для выступления на фестивале Rap Music в ноябре 1999 года сформировался классический состав рэп-группы «Каста» — Влади, Шым и Хамиль, а у всего объединения позже появилось новое название — «Объединённая Каста».
Альбом «Трёхмерные рифмы» создавался с 1996 года и был записан в домашних условиях с помощью компьютера и микрофона. «Объединённая Каста» представляла из себя российский аналог американской рэп-группы Wu-Tang Clan. Тираж альбома «Трёхмерные рифмы» был осуществлён на деньги, занятые у родителей.
Альбом был выпущен музыкальным издательством Duncan Records на аудиокассетах 2 июля 1999 года. Название альбому дала одноимённая композиция. Продюсирование альбома, музыка, мастеринг и сведение всех треков сделал Влади на своей домашней студии. В проекте приняли участие 14 рэперов. 27 ноября 1999 года группа «Каста» выиграла гран-при фестиваля рэп-музыки Rap Music с песнями «Наши люди» и «Мы берём это на улицах». Альбом был выпущен ростовской фирмой «До-Ре-Ми» дополнительным тиражом на аудиокассетах в декабре 1999 года, и был дополнен новым треком «Кто будет пить с нами!?». Тираж был быстро раскуплен.
Песня «Мы берём это на улицах» была перезаписана и экранизирована группой «Каста» осенью 2000 года.
В 2001 году Влади сделал полный ремастеринг альбома, а также добавил три ранее нигде не выпускавшихся трека «Психолирика»: «Храм хип-хопа» (1998), «Я помню всё (Мне не надо такого дерьма)» (1996), «Город мертвецов» (1996—1997). В 2003 году на альбом был добавлен бонус-трек «Наши люди» (Каста vs. DJ Хобот), новая версия которого была записана специально для фестиваля «Наши люди 2003». Презентация переиздания альбома лейблом Respect Production на компакт-дисках и аудиокассетах состоялась в торговом центре «Горбушкин двор» 28 ноября 2003 года.
В апреле 2004 года в эфире телеканала «MTV Россия» вышло концертное видео группы на песню «Наши люди», исполненную живьём на втором ежегодном рэп-фестивале «Наши люди» на малой спортивной арене «Лужники» 17 декабря 2003 года.

## Критика
31 декабря 2003 года музыкальный обозреватель издания «Звуки.ру», Александр Мурзак, отметил на альбоме «беспросветный социальный рэп, мрачные однообразные речи о тотальной безысходности и невыносимости бытия», которые выдержит далеко не каждый. 
Минусом пластинки Мурзак счёл чрезвычайную серьёзность рэперов: «никакой самоиронии, один беспощадный хардкор-рэп» в стиле Wu-Tang Clan. По мнению обозревателя, общую суровую картину скрашивает алкогольный рэп «Кто будет пить с нами?!», а также два самых эпохальных боевика русскоязычного хип-хопа — рэп-гимны «Мы берём это на улицах» и «Наши люди».
4 января 2004 года музыкальный критик российского информационного агентства InterMedia, Алексей Мажаев, отметил на альбоме «мрачнейшие нигилистские голоса солистов и минимализм музыкального сопровождения», общую беспросветность, а также серьёзность и хмурость рэперов. На альбоме «Каста» «рэпует о себе», повествует «о своих геройствах и проблемах». Песни немного разбавляются треками от «Песочных людей», точнее, вступлениями к ним.

## Список композиций

### Оригинальное издание

#### 1 издание
| Номер трека | Название                               | Участвует                                                                                                | Музыка |
| ----------- | -------------------------------------- | --- | ------ |
| 01          | Лучшие традиции хип-хопа (скит) (1999) | «Психолирик» (Влади, Шым), Белый Будда                                                                   | Влади  |
| 02          | Трёхмерные рифмы (1999)                | Шым («Психолирик»), Кактус («Западный сектор»), Влади («Психолирик»), Змей («Западный сектор»), Хамелеон | Влади  |
| 03          | У подножия горы (1998)                 | «Психолирик» (Шым, Влади), Тэйквон, Белый Будда, Электроник                                              | Влади  |
| 04          | Мы берём это на улицах (1998)          | Влади («Психолирик»)                                                                                     | Влади  |
| 05          | Сказка о песочных часах (1998)         | «Песочные люди» (Джин, Псих)                                                                             | Влади  |
| 06          | Песня без темы (1998—1999)             | «Западный сектор» (Кактус, Гайчик, Диггер, Змей)                                                         | Влади  |
| 07          | Горячие трубы… (1998)                  | Шым («Психолирик»)                                                                                       | Влади  |
| 08          | Свободный стиль (1998)                 | Хамелеон, Влади («Психолирик»), Белый Будда                                                              | Влади  |
| 09          | Сколько воинов… (1998)                 | «Психолирик» (Влади, Шым)                                                                                | Влади  |
| 10          | Вирус (1997—1998)                      | Дас («Песочные люди»)                                                                                    | Влади  |
| 11          | Они ревнуют и завидуют (1998)          | Тэйквон, Шым («Психолирик»), Белый Будда, Электроник, Влади («Психолирик»)                               | Влади  |
| 12          | Время (1998)                           | «Песочные люди» (Джин, Псих)                                                                             | Влади  |
| 13          | Гимн заходящего солнца (1999)          | Дизель, Шым («Психолирик»), Белый Будда                                                                  | Влади  |

#### 2 издание
| Номер трека | Название                               | Участвует                                                                                                | Музыка |
| ----------- | -------------------------------------- | --- | ------ |
| 01          | Кто будет пить с нами!? (1999)         | «Каста» (Влади, Хамелеон)                                                                                | Влади  |
| 02          | Трёхмерные рифмы (1999)                | Шым («Психолирик»), Кактус («Западный сектор»), Влади («Психолирик»), Змей («Западный сектор»), Хамелеон | Влади  |
| 03          | У подножия горы (1998)                 | «Психолирик» (Шым, Влади), Тэйквон, Белый Будда, Электроник                                              | Влади  |
| 04          | Мы берём это на улицах (1998)          | Влади («Психолирик»)                                                                                     | Влади  |
| 05          | Сказка о песочных часах (1998)         | «Песочные люди» (Джин, Псих)                                                                             | Влади  |
| 06          | Песня без темы (1998—1999)             | «Западный сектор» (Кактус, Гайчик, Диггер, Змей)                                                         | Влади  |
| 07          | Горячие трубы… (1998)                  | Шым («Психолирик»)                                                                                       | Влади  |
| 08          | Свободный стиль (1998)                 | Хамелеон, Влади («Психолирик»), Белый Будда                                                              | Влади  |
| 09          | Сколько воинов… (1998)                 | «Психолирик» (Влади, Шым)                                                                                | Влади  |
| 10          | Вирус (1997—1998)                      | Дас («Песочные люди»)                                                                                    | Влади  |
| 11          | Лучшие традиции хип-хопа (скит) (1999) | «Психолирик» (Влади, Шым), Белый Будда                                                                   | Влади  |
| 12          | Они ревнуют и завидуют (1998)          | Тэйквон, Шым («Психолирик»), Белый Будда, Электроник, Влади («Психолирик»)                               | Влади  |
| 13          | Время (1998)                           | «Песочные люди» (Джин, Псих)                                                                             | Влади  |
| 14          | Гимн заходящего солнца (1999)          | Дизель, Шым («Психолирик»), Белый Будда                                                                  | Влади  |

Сведение: 1-14 (Влади)
Права: 1-14 (Respect Production)

### Переиздание
| Номер трека | Название                                       | Участвует                                                                                                | Музыка |
| ----------- | ---------------------------------------------- | --- | ------ |
| 01          | Встречайте (интро) (1999)                      | «Психолирик» (Влади, Шым), Белый Будда                                                                   | Влади  |
| 02          | Сколько воинов… (1998)                         | «Психолирик» (Влади, Шым)                                                                                | Влади  |
| 03          | Горячие трубы… (1998)                          | Шым («Психолирик»)                                                                                       | Влади  |
| 04          | Свободный стиль (1998)                         | Хамелеон, Влади («Психолирик»), Белый Будда                                                              | Влади  |
| 05          | У подножия горы (1998)                         | «Психолирик» (Шым, Влади), Тэйквон, Белый Будда, Электроник                                              | Влади  |
| 06          | Гимн заходящего солнца (1999)                  | Дизель, Шым («Психолирик»), Белый Будда                                                                  | Влади  |
| 07          | Кто будет пить с нами!? (1999)                 | «Каста» (Влади, Хамелеон)                                                                                | Влади  |
| 08          | Они ревнуют и завидуют (1998)                  | Тэйквон, Шым («Психолирик»), Белый Будда, Электроник, Влади («Психолирик»)                               | Влади  |
| 09          | Храм хип-хопа (1998)                           | Шым («Психолирик»), Электроник, Влади («Психолирик»), Тэйквон, Белый Будда                               | Влади  |
| 10          | Трёхмерные рифмы (1999)                        | Шым («Психолирик»), Кактус («Западный сектор»), Влади («Психолирик»), Змей («Западный сектор»), Хамелеон | Влади  |
| 11          | Мы берём это на улицах (1998)                  | Влади («Психолирик»)                                                                                     | Влади  |
| 12          | Время (1998)                                   | «Песочные люди» (Джин, Псих)                                                                             | Влади  |
| 13          | Вирус (1997—1998)                              | Дас («Песочные люди»)                                                                                    | Влади  |
| 14          | Песня без темы (1998—1999)                     | «Западный сектор» (Кактус, Гайчик, Диггер, Змей)                                                         | Влади  |
| 15          | Сказка о песочных часах (1998)                 | «Песочные люди» (Джин, Псих)                                                                             | Влади  |
| 16          | Я помню всё (Мне не надо такого дерьма) (1996) | «Психолирик» (Тидан, Влади)                                                                              | Влади  |
| 17          | Город мертвецов (1996—1997)                    | «Психолирик» (Шым, Влади, Тидан)                                                                         | Влади  |
| 18          | Наши люди (2003)                               | «Каста» (Шым, Хамиль, Влади) vs. DJ Хобот                                                                | Влади  |

Сведение и мастеринг: 1-18 (Влади)
Права: 1-18 (Respect Production)

## Чарты и ротации
В 2003 году песня «Трёхмерные рифмы» группы «Каста» прозвучала в хип-хоп-передаче «Фристайл» на «Нашем Радио».